# Велозу, Мигел
Миге́л Луи́ш Пи́нту Вело́зу (порт. Miguel Luís Pinto Veloso; 11 мая 1986, Коимбра, Португалия) — португальский футболист, полузащитник.

## Клубная карьера
Велозу попытался начать свою футбольную карьеру в «Бенфике», где его отец Антонио Велозу был капитаном и играл на позиции защитника в течение многих лет, но не был принят в команду из-за избыточного веса. Позднее он был принят в стан главных соперников «Бенфики» — «Спортинг», где играл на протяжении 5 лет, и в сезоне 2004/05 его взяли в главную команду. Свою футбольную карьеру Велозу начинал на позиции центрального защитника.
Для получения опыта и навыков в 2005 году Мигел был отправлен в аренду в «Оливайш и Москавиди». В результате хорошей игры, показанной в клубе второго дивизиона, Велозу вернулся в «Спортинг». Дебют Велозу за «Спортинг» был в матче Лиге чемпионов против «Интернационале». «Спортинг» выиграл со счётом 1-0, а Мигел Велозу был признан лучшим игроком матча. Велозу стал проходить в основной состав команды, выдерживая конкуренцию с более опытными игроками, такими как Тонел, Андерсон Полга, Куштодиу, Марко Канейра. В январе 2007 года Велозу продлил контракт со «Спортингом» до 2013 года.
Карьера Велозу стремительно набирала обороты, и со временем он стал основным исполнителем в своём клубе. К тому же всего через год после дебюта в первой команде, полузащитник наденет и футболку национальной сборной. После молодёжного Евро-2007, где Мигел сумел проявить себя наилучшим образом, на него обратил внимание тогдашний наставник «Избранных» Луис Фелипе Сколари.
Всего за 11 дней до своего дебюта в сборной, Мигел побывал в Киеве, где в составе «Спортинга» встречался с «Динамо» во втором поединке группового этапа Лиги чемпионов сезона 2007/08. Тогда, оба матча киевская команда португальцам проиграла — 1:2 и 0:3, а Велозу отыграл все 90 минут в первой встрече и вышел на замену на заключительные 30 минут во второй.
30 июля 2010 года Велозу перешёл в итальянский клуб «Дженоа».
За генуэзский клуб, который в сезоне 2010/11 финишировал на 10-й строчке в Серии А, а в минувшем первенстве едва избежал понижения в классе, футболист провел 49 матчей и забил два мяча.
4 июля 2012 года Мигел Велозу перешёл в украинский клуб «Динамо» (Киев), контракт подписан сроком на 4 года. Компенсация за переход, по неофициальным данным, составила 10 миллионов евро. 18 сентября 2012 забил первый гол за «Динамо» в игре Лиги чемпионов против «Пари Сен-Жермен» на 86-й минуте. По окончании первого круга чемпионата Украины 2012/13 был признан лучшим игроком первой части сезона, по опросу болельщиков. В сезоне 2013/14 несколько раз использовался в качестве крайнего левого защитника. По окончании чемпионата Украины 2015/16 покинул «Динамо» (Киев) в качестве свободного агента.
В начале июля стало известно, что Велозу тренируется с «Дженоа» в Австрии, а 30 июля итальянский клуб подтвердил информацию о подписании контракта с португальцем.

## Международная карьера

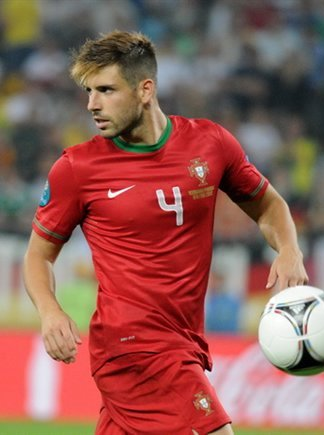
Велозу в составе сборной Португалии

После хорошего выступления Велозу на чемпионате Европы среди молодёжных команд в 2007 году, тренер сборной Португалии Луис Фелипе Сколари вызвал Мигела в основную команду. Дебют Велозу за сборную Португалии состоялся 13 октября 2007 года в матче против сборной Азербайджана.
Первый гол за национальную команду Мигел Велозу забил 14 октября 2008 года в отборочном турнире к чемпионату мира по футболу против сборной Мальты.
На Евро-2012 португальская команда, в составе которой одним из ключевых игроков был Велозу, выглядела достойно, остановившись в шаге от финала, уступив на стадии 1/2 лишь в серии пенальти будущим триумфаторам — испанцам. Наставник «Избранных» Паулу Бенту поменял будущего киевского динамовца в экстра-тайме, хотя до этого Велозу провел на турнире все пять матчей без замен.

## Достижения

### Командные
«Спортинг»
- Серебряный призёр Чемпионата Португалии (3): 2006/07, 2007/08, 2008/09
- Обладатель Кубка Португалии (2): 2006/07, 2007/08
- Обладатель Суперкубка Португалии (2): 2007, 2008

Динамо (Киев)
- Чемпион Украины (2): 2014/15, 2015/16
- Бронзовый призёр чемпионата Украины: 2012/13
- Обладатель Кубка Украины (2): 2013/14, 2014/15

Сборная Португалии
- Чемпион Европы по футболу среди юношей до 17 лет: 2003
- Бронзовый призёр Чемпионата Европы: 2012

### Личные
- Открытие сезона в Примейра-лиге: 2006/07[8]

## Статистика

### Клубная статистика
| Клуб             | Сезон            | Лига             | Лига | Лига | Лига | Кубок/Суперкубок | Кубок/Суперкубок | Кубок/Суперкубок | Еврокубки | Еврокубки | Еврокубки | Итого | Итого | Итого |
| Клуб             | Сезон            | Чемпионат        | Игры | Голы | Пасы | Игры             | Голы             | Пасы             | Игры      | Голы      | Пасы      | Игры  | Голы  | Пасы  |
| ---------------- | ---------------- | ---------------- | ---- | ---- | ---- | ---------------- | ---------------- | ---------------- | --------- | --------- | --------- | ----- | ----- | ----- |
| Спортинг         | 2006/07          | Лига Сагриш      | 22   | 0    | 2    | 0                | 0                | 0                | 5         | 0         | 0         | 27    | 0     | 2     |
| Спортинг         | 2007/08          | Лига Сагриш      | 29   | 1    | 2    | 4                | 0                | 1                | 11        | 0         | 1         | 44    | 1     | 4     |
| Спортинг         | 2008/09          | Лига Сагриш      | 21   | 0    | 1    | 2                | 0                | 0                | 7         | 1         | 1         | 30    | 1     | 2     |
| Спортинг         | 2009/10          | Лига Сагриш      | 25   | 3    | 4    | 6                | 4                | 0                | 14        | 4         | 1         | 45    | 11    | 5     |
| Спортинг         | Итого            | Итого            | 97   | 4    | 9    | 12               | 4                | 1                | 37        | 5         | 3         | 146   | 13    | 13    |
| Дженоа           | 2010/11          | Серия А          | 20   | 0    | 4    | 2                | 0                | 1                | 2         | 0         | 0         | 24    | 0     | 5     |
| Дженоа           | 2011/12          | Серия А          | 29   | 2    | 1    | 2                | 0                | 0                | —         | —         | —         | 31    | 2     | 1     |
| Дженоа           | Итого            | Итого            | 49   | 2    | 5    | 4                | 0                | 1                | 2         | 0         | 0         | 55    | 2     | 6     |
| Динамо Киев      | 2012/13          | УПЛ              | 24   | 2    | 5    | 1                | 0                | 0                | 12        | 1         | 3         | 37    | 3     | 8     |
| Динамо Киев      | 2013/14          | УПЛ              | 20   | 1    | 4    | 4                | 0                | 1                | 8         | 1         | 0         | 32    | 2     | 5     |
| Динамо Киев      | 2014/15          | УПЛ              | 14   | 1    | 1    | 5                | 2                | 0                | 9         | 3         | 0         | 28    | 6     | 1     |
| Динамо Киев      | 2015/16          | УПЛ              | 20   | 2    | 4    | 5                | 1                | 2                | 5         | 0         | 0         | 30    | 3     | 6     |
| Динамо Киев      | Итого            | Итого            | 78   | 6    | 14   | 15               | 3                | 3                | 34        | 5         | 3         | 127   | 14    | 20    |
| Дженоа           | 2016/17          | Серия А          | 23   | 0    | 5    | 2                | 1                | 1                | —         | —         | —         | 25    | 1     | 6     |
| Дженоа           | 2017/18          | Серия А          | 20   | 1    | 0    | 1                | 0                | 0                | —         | —         | —         | 21    | 1     | 0     |
| Дженоа           | Итого            | Итого            | 43   | 1    | 5    | 3                | 1                | 1                | —         | —         | —         | 46    | 2     | 6     |
| Всего за карьеру | Всего за карьеру | Всего за карьеру | 267  | 13   | 33   | 34               | 8                | 6                | 73        | 10        | 6         | 374   | 31    | 45    |

- Международна статистика

| Сборная          | Год              | Игры | Голы |
| ---------------- | ---------------- | ---- | ---- |
| Португалия       | 2007             | 4    | 0    |
| Португалия       | 2008             | 2    | 0    |
| Португалия       | 2009             | 3    | 1    |
| Португалия       | 2010             | 5    | 0    |
| Португалия       | 2011             | 6    | 1    |
| Португалия       | 2012             | 13   | 0    |
| Португалия       | 2013             | 11   | 0    |
| Португалия       | 2014             | 8    | 0    |
| Португалия       | 2015             | 3    | 1    |
| Всего за карьеру | Всего за карьеру | 56   | 3    |

### Голы за сборную
| № | Дата            | Оппонент             | Счёт  | Голы | Соревнование             |
| - | --------------- | -------------------- | ----- | ---- | ------------------------ |
| 1 | 14 октября 2009 | Мальта               | 4 : 0 | 1    | Отборочные матчи ЧМ-2010 |
| 2 | 15 ноября 2011  | Босния и Герцеговина | 6 : 2 | 1    | Отборочные матчи ЧЕ-2012 |
| 3 | 8 сентября 2015 | Албания              | 1 : 0 | 1    | Отборочные матчи ЧЕ-2016 |